# النهر الأبيض (نيفادا)
النهر الأبيض  يُعتبر نهرًا صغيرًا ومتقطعًا يبلغ طوله 138 ميل (222 كـم)  يقع في جنوب شرق ولاية نيفادا يتميز بالعديد من الأنواع المتوطنة من الأسماك .  تم تسمية النهر باسم F.A White، وهو مُستكشف مِن القرن التاسع عشر. 

## المسار
يبدأ النهر الأبيض عند مَنطقة انقسام الحوض الكبير [الإنجليزية] ويمر بـسلسلة جبال الصنوبر الابيض [الإنجليزية] بالقربِ من منطقة تُسمى إلي (نيفادا)، حيث يتغذى من ذوبان الثلوج ويستمر نبوعهُ من جبل كورانت [الإنجليزية]. يمر بمدينتي بريستون ولوند في نيفادا. ويتدفق جنوبًا عبر وادي النهر الأبيض بشكلٍ مستمر لحوالي 40 ميل (64 كـم). وعلى طول الطريق تنتشر المياهمن ينابيع مختلفة على منحدرات سلسلة جرانت إلى الغرب وسلسلة إيغان إلى الشرق. يوفر هذا النهر الماء لسلسلة من الخزانات على طول مسارها في منطقة سانيسايد، وأكبرها خزان آدمز ماكجيل؛ فهو يعتبر أكبر سد هناك ثُم يمتد على طريق ولاية نيفادا 318 [الإنجليزية]، في الغالب يكون هذا الطريق موازيًا للنهر.

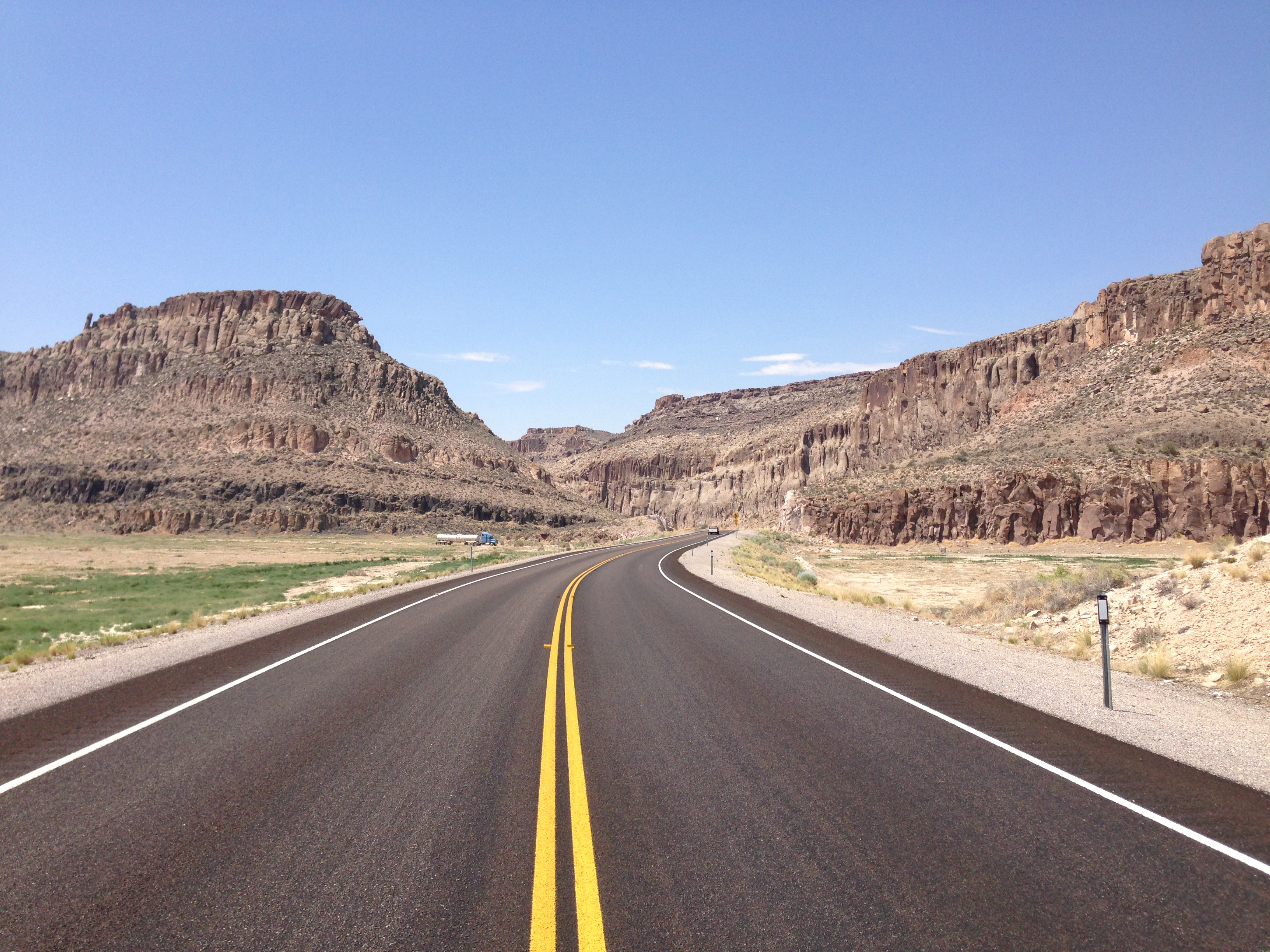
النهر الأبيض، منظر من طريق ولاية نيفادا 318 المتجه جنوبًا، عادة تكون القناة جافة خلال هذا القسم.

تجف قناة النهر في بعض المسافات (كما موضح في الصورة). ثم تتدفق المياه مرة أخرى في وادي بهراناغات لنحو 30 ميل (48 كـم) وبالقرب من هيكو في نيفادا وكريستال سبرينج مُروراً بالقرب من ألامو (نيفادا). ويغذي بحيرة باهراناغات العليا والمستنقعات الواقعة بينها وبين البحيرة السفلية (التي تشكل مجتمعة محمية بحيرة باهراناغات العليا الوطنية للحياة البرية). تستمر القناة بالمرور في وادي كويوت سبرينغز، تلك المنطقة بارانغات ووش، التي تتصل بدورها بنهر مودي [الإنجليزية] ومن ثم إلى بُحيرة ميد.
تُستخدم الآن العديد من الينابيع التي تغذي هذا النهر في الري، وتتجاوز درجة حرارة بعض الينابيع هناك درجة 38 درجة مئوية.

## الأسماك
يتميز نظام النهر الأبيض بالعديد من أنواع الأسماك المتوطنة 
- وايت ريفر كولورادو جيلا (الاسم العلمي: Gila robusta jordani)
- سمك النهر الأبيض المرقط (الاسم العلمي: Rhinichthys osculus velifer)
- Pahranagat spinedace (الاسم العلمي: Lepidomeda albivallis)
- سبينداس النهر الأبيض [الإنجليزية] (الاسم العلمي: Lepidomeda altivelis) (علمًا أن أقل من 50 من هذه الأسماك المهددة بالانقراض بقيت في عام 1993). [5]
- سبرينغ فيش النهر الأبيض [الإنجليزية] (الاسم العلمي: Crenichthys baileyi)

سميت المنطقة أيضًا باسم نوع فرعي من الأسماك باللغة الإنجليزية يعرف بـ( White River mountainsucker ) (الاسم العلمي: Pantosteus intermedius)

## روابط خارجية
- كتاب على شبكة الإنترنت: وايت ريفر فالي، نيفادا - آنذاك والآن من 1898 إلى 1980